# James McLene
James McLene (* 11. Oktober 1730 in New London, Chester County, Province of Pennsylvania; † 13. März 1806 im Antrim Township, Pennsylvania) war ein US-amerikanischer Politiker, der als Delegierter aus Pennsylvania am Kontinentalkongress teilnahm.
Nachdem er seine Jugend im Chester County verbracht hatte, zog James McLene im Jahr 1754 nach Antrim im damaligen Cumberland County; heute gehört der Ort zum Franklin County. Nach Ausbruch der amerikanischen Revolution war er 1776 Delegierter zu einer Staatsversammlung, die eine Verfassung für Pennsylvania erstellen sollte. Von 1776 bis 1777 saß er außerdem im Repräsentantenhaus seines Heimatstaates.
Zwischen 1778 und 1779 gehörte McLene dem Regierungsrat (Supreme Executive Council) von Pennsylvania an. Danach nahm er bis 1780 an den Sitzungen des Kontinentalkongresses teil, die zu dieser Zeit in Philadelphia stattfanden. In den Jahren 1789 und 1790 wirkte er jeweils erneut bei den Verfassungskonventen von Pennsylvania mit; außerdem schlossen sich weitere Amtsperioden im Staatsparlament von 1790 bis 1791 sowie von 1793 bis 1794 an. McLene starb im März 1806 in Antrim.